# Горбенко Святослав Сергійович
 Горбенко Святослав Сергійович  (26 грудня 1994, м. Полтава — 3 жовтня 2014, м. Донецьк) — український військовик, молодший лейтенант (посмертно), доброволець, вояк Добровольчого Українського корпусу «Правий сектор». Військове прізвисько «Скельд». Один із «кіборгів». Герой України.

## Життєпис
Народився 1994 року в місті Полтава. По закінченню Полтавського ліцею мав лише 15 років. Здобувати вищу освіту почав у Харкові. Святослав навчався на філологічному факультеті (японська, англійська мови) у Харківському національному педагогічному університеті імені Григорія Сковороди. Водночас, на заочному відділенні — на історичному факультеті Харківського національного університету імені Василя Каразіна. На третьому році навчання вступив і на військову кафедру при Харківському інституті танкових військ.
У квітні 2014 за наполяганням батька перевівся на навчання до Інституту філології КНУ імені Тараса Шевченка з причин погроз і переслідування тогочасними провладними бандформуваннями учасників Майдану і Самооборони Харкова, до лав якої записався Святослав у період Революції Гідності. Продовжив опановувати в Інституті філології японську мову та літературу з кінця третього курсу (кафедра мов і літератур Далекого Сходу та Південно-Східної Азії). Знав кілька мов (вільно володів англійською, розмовляв французькою, осягав японську і читав польською) і навчався в одному з найпрестижніших вузів країни. Міг стати блискучим перекладачем або істориком, але вибрав шлях солдата.

## Військовий шлях

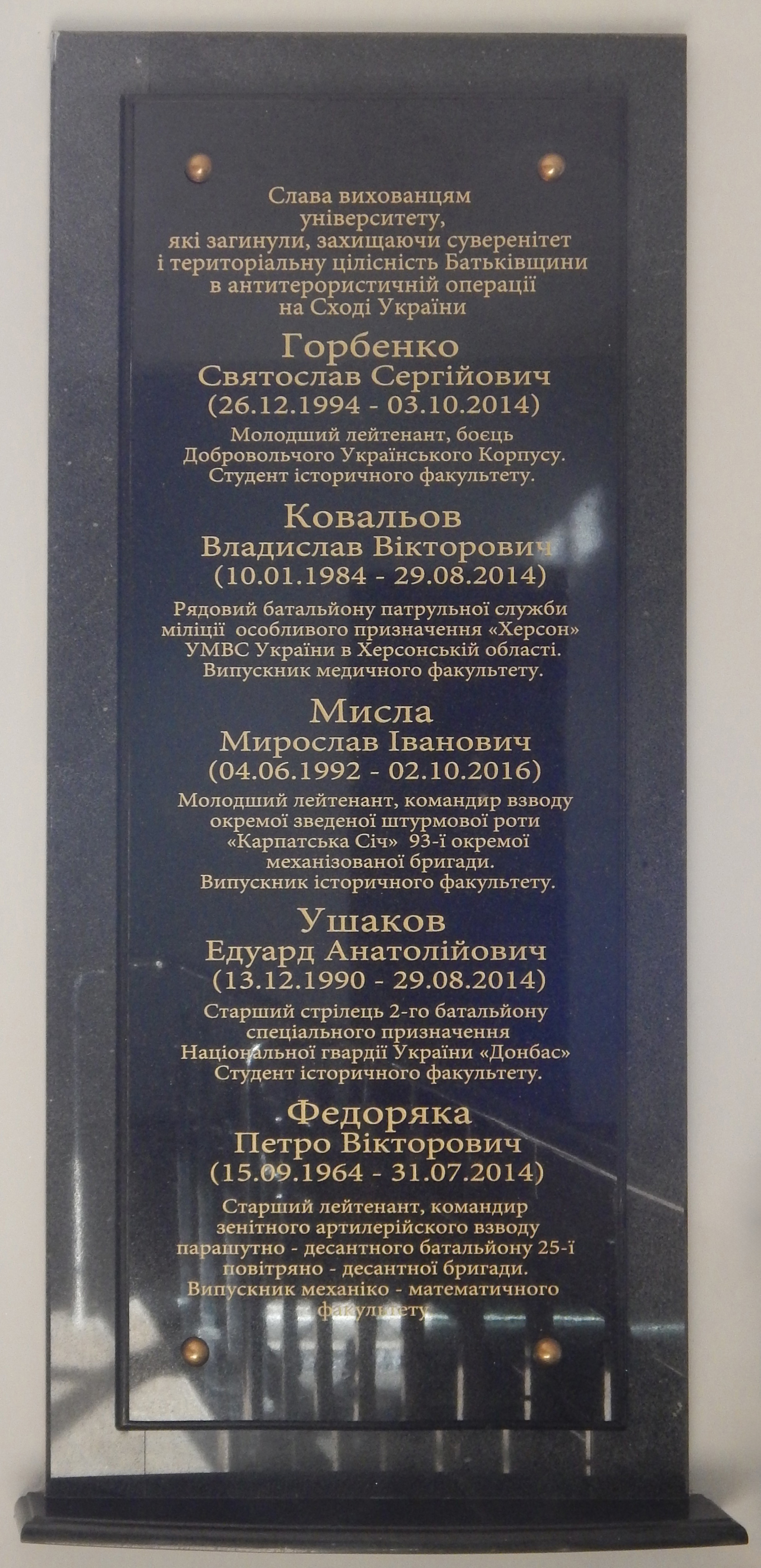
Меморіальна дошка у приміщенні ХНУ імені В. Н. Каразіна

Влітку 2014 року ще встиг скласти іспити на військовій кафедрі й отримати подання на звання молодшого лейтенанта. Погони отримати не встиг — став добровольцем, пройшов військові навчання. А далі — на фронт.
З кінця вересня перебував у донецькому аеропорту разом з побратимами від Добровольчого українського корпусу «Правого сектора».

## Обставини загибелі
Загинув 3 жовтня 2014 року під час оборони Донецького аеропорту. Рятуючи травмованого побратима, отримав смертельне поранення осколком танкового снаряду, тоді ж поліг Сергій Андрєєв.
Похований у Києві на Берковецькому кладовищі.

## Родина
Батько, Сергій Олександрович Горбенко, став лікарем Євромайдану у Києві з початку перших кривавих сутичок.

## Нагороди
- Звання Герой України з удостоєнням ордена «Золота Зірка» (28 серпня 2021, посмертно) — за особисту мужність, виявлену у захисті державного суверенітету та територіальної цілісності України, самовіддане служіння Українському народові[3]
- Орден «За мужність» III ст. (12 березня 2021, посмертно) — за особисту мужність, виявлену у захисті державного суверенітету та територіальної цілісності України, самовіддане служіння Українському народу[4]
- Нагрудний знак «За оборону Донецького аеропорту» (посмертно)
- Відзнака «Бойовий Хрест Корпусу» (посмертно, Наказ № 80/17 командира ДУК ПС)[5]
- Медаль «За жертовність і любов до України» (посмертно)
- Народний Герой України (посмертно)

## Вшанування пам'яті

Меморіальна дошка. Полтава.

- На честь Горбенка Святослава встановлена меморіальна дошка в Полтаві[6].
- В Інституті філології Київського національного університету імені Тараса Шевченка на честь Святослава Горбенка назвали аудиторію.[7]
- Його ім'я викарбуване на меморіальній дошці студентам та вихованцям Харківського національного університету імені В. Н. Каразіна, які загинули у зоні АТО. Дошка була встановлена 27 січня 2017 року у приміщенні головномго корпусу університету.[8]
- 3 жовтня 2019 року на території Інституту філології була посаджена сакура в пам'ять про Святослава[9].
- 28 липня 2024 року у місті Полтава вулицю Ставицького перейменували на вулицю Святослава Горбенка.[10]
- Його портрет розміщений на меморіалі «Стіна пам'яті полеглих за Україну» у Києві: секція 4, ряд 10, місце 26

## Почесні звання
- 10 вересня 2020 року рішенням Вишгородської міської ради № 67/3 присвоєно звання «Почесний громадянин міста Вишгород» (посмертно)[11].